# 越生站
越生站（日语：／ Ogose eki */?）是位於埼玉縣入間郡越生町大字越生，屬於東日本旅客鐵道（JR東日本）、東武鐵道的鐵路車站。此站有JR東日本八高線與以此為終點的東武鐵道越生線停靠，是轉乘站。東武車站設有車站編號TJ 47。兩間公司的共同使用站，JR東日本的管轄站。

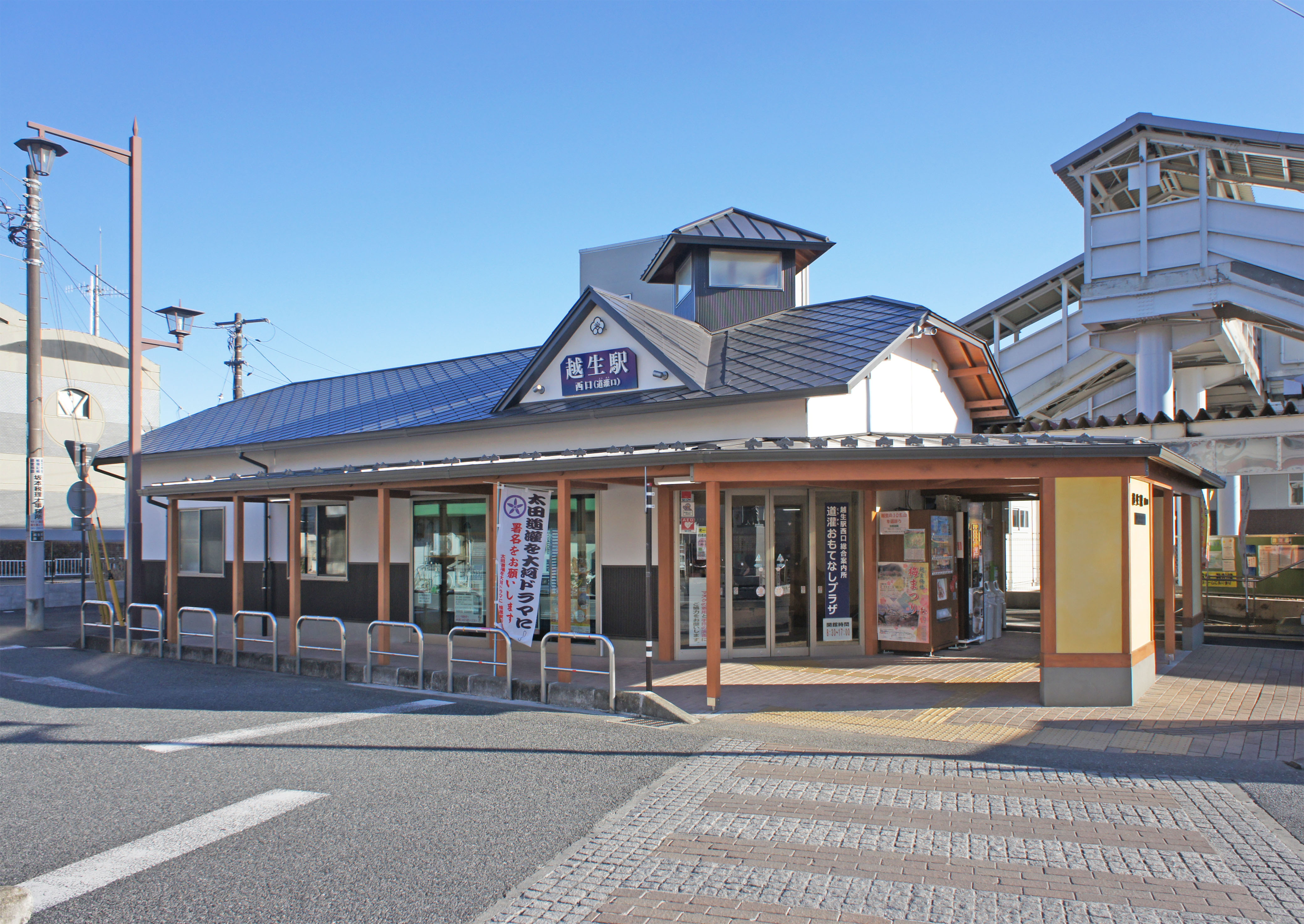
西口(2022年1月)

## 車站結構

### JR東日本
本站為側式月台1面1線（JR八高線）與島式月台1面2線（東武越生線）的地面車站。站舍與月台以跨線橋聯絡。2013年4月7日起為了設置升降機，拆除了交會設施，八高線的1號月台事實上廢除。

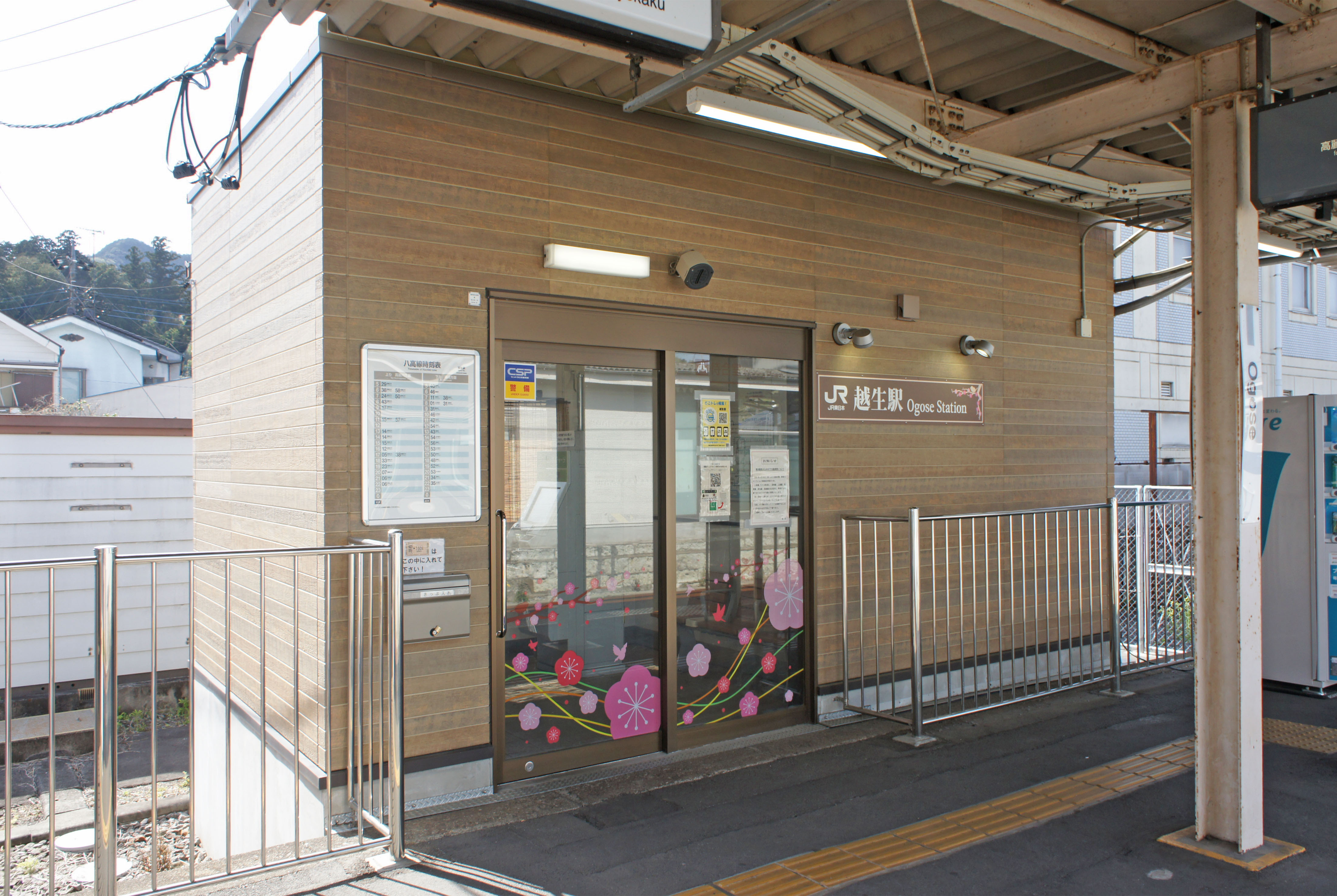
候車室(2022年4月)

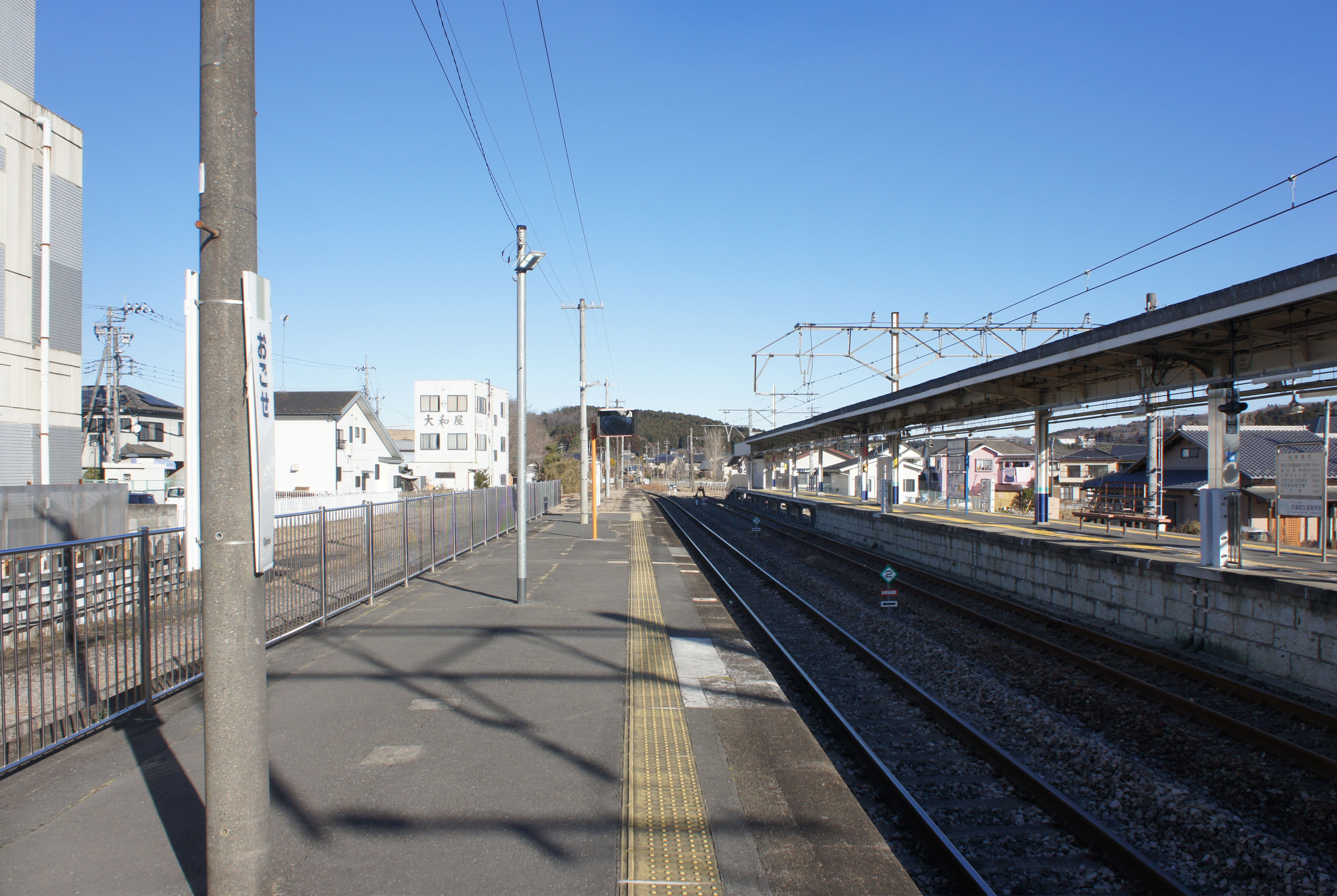
八高線2號月台(2022年1月)

### 月台配置
| 月台 | 路線    | 方向 | 目的地     | 備註                     |
| ---- | ------- | ---- | ---------- | ------------------------ |
| 2    | ■八高線 | 下行 | 高崎方向   |                          |
| 2    | ■八高線 | 上行 | 高麗川方向 | 八王子方向需在高麗川轉乘 |

（來源：JR東日本:車站構內圖 （页面存档备份，存于））

### 東武鐵道

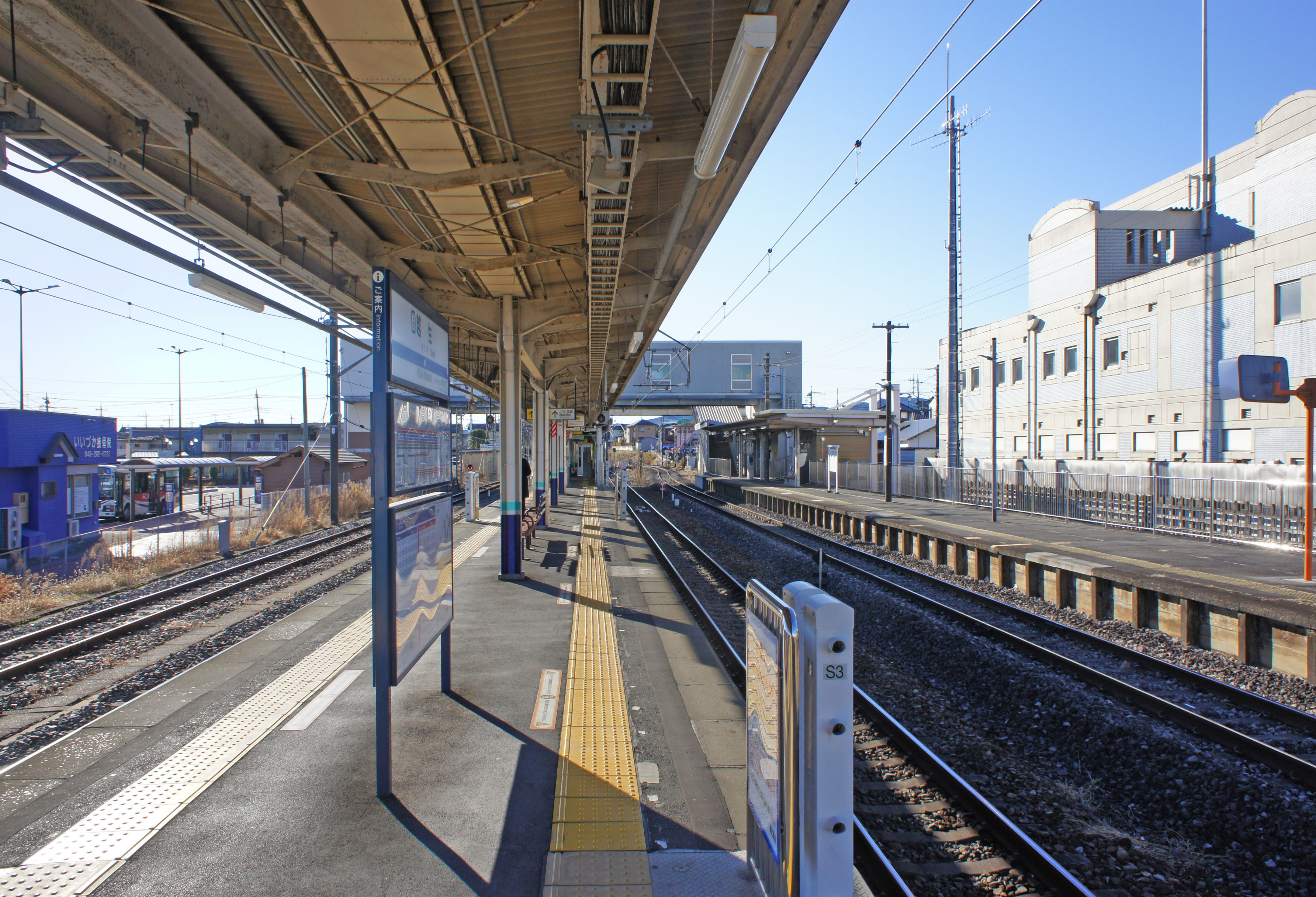
越生線3號與4號月台(2022年1月)

本站為島式月台1面2線的地面車站。

#### 月台配置
| 月台 | 路線   | 目的地                       |
| ---- | ------ | ---------------------------- |
| 3、4 | 越生線 | 坂戶、川越、和光市、池袋方向 |

- 但是往坂戶站需先在東上線的坂戶站轉乘。
- 設有夜間滯泊（日语：夜間滞泊）。

## 使用情況
- JR東日本 - 2016年度1日平均上車人次為769人。
- 東武鐵道 - 2016年度1日平均上下車人次為3,941人。

| 年度               | JR東日本        | 東武鐵道          |
| 年度               | 1日平均上車人次 | 1日平均上下車人次 |
| ------------------ | --------------- | ----------------- |
| 2000年（平成12年） | 973             |                   |
| 2001年（平成13年） | 930             |                   |
| 2002年（平成14年） | 887             |                   |
| 2003年（平成15年） | 821             | 4,893             |
| 2004年（平成16年） | 763             | 4,700             |
| 2005年（平成17年） | 732             | 4,538             |
| 2006年（平成18年） | 727             | 4,500             |
| 2007年（平成19年） | 755             | 4,627             |
| 2008年（平成20年） | 776             | 4,592             |
| 2009年（平成21年） | 760             | 4,456             |
| 2010年（平成22年） | 741             | 4,221             |
| 2011年（平成23年） | 685             | 3,839             |
| 2012年（平成24年） | 700             | 3,903             |
| 2013年（平成25年） | 723             | 3,902             |
| 2014年（平成26年） | 738             | 3,851             |
| 2015年（平成27年） | 783             | 3,967             |
| 2016年（平成28年） | 769             | 3,941             |

## 相鄰車站
東日本旅客鐵道（JR東日本）
■八高線
毛呂－越生－明覺
東武鐵道
 越生線
武州唐澤（TJ 46）－越生（TJ 47）

## 外部連結
- 車站資訊（越生）：東日本旅客鐵道
- 越生（車站資訊） - 東武鐵道